# Dašice
Dašice är en stad i Tjeckien.   Den ligger i regionen Pardubice, i den centrala delen av landet, 110 km öster om huvudstaden Prag. Dašice ligger 229 meter över havet och antalet invånare är 1 797.
Terrängen runt Dašice är platt.Runt Dašice är det ganska tätbefolkat, med 104 invånare per kvadratkilometer. Närmaste större samhälle är Pardubice, 9,8 km väster om Dašice. Trakten runt Dašice består till största delen av jordbruksmark.